# Luigi Magnotti
Luigi Magnotti (* 23. April 1895 in Boffalora Sopra Ticino; † 28. Juli 1948 in Mailand) war ein italienischer Radrennfahrer.

## Sportliche Laufbahn
Magnotti war Teilnehmer der Olympischen Sommerspiele 1924 in Paris. Im olympischen Einzelzeitfahren wurde er beim Sieg von Armand Blanchonnet als 20. klassiert. Die italienische Mannschaft belegte in der Mannschaftswertung den 5. Platz.
Sein bedeutendster Erfolg in einem Eintagesrennen war der Sieg im Giro di Romagna von 1924. 1924 startete er auch im Giro d’Italia, schied jedoch aus. 1921 war er Zweiter in der Lombardei-Rundfahrt für Amateure hinter Cesare Garino geworden. Bei den UCI-Straßen-Weltmeisterschaften 1923 wurde er beim Sieg von Liberio Ferrario Vierter. Bis 1928 startete er als Unabhängiger und dann als Profi. Seine beste Platzierung in den Rennen der Monumente des Radsports war der 16. Rang in der Lombardei-Rundfahrt 1922.